# Oporinia impluviata
Oporinia impluviata är en fjärilsart som beskrevs av Moritz Balthasar Borkhausen 1794. Oporinia impluviata ingår i släktet Oporinia och familjen mätare. Inga underarter finns listade i Catalogue of Life.